# Sardana

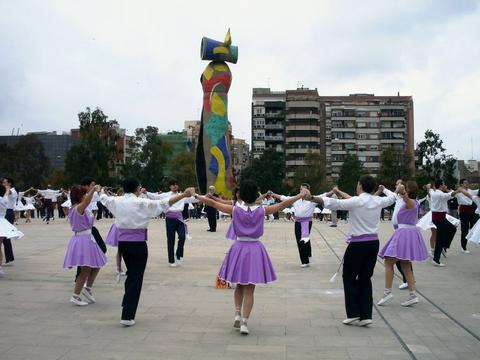
Ballo della sardana a Barcellona

La sardana è un tipo di ballo circolare della regione della Catalogna in Spagna. Il ballo ha origine dall'area di Empordà, ma durante il XX secolo guadagnò popolarità in tutta la Catalogna.
Esistono due principali stili del ballo: l'originale sardana curta e la moderna e più diffusa sardana llarga (sardana lunga).
Esistono anche due stili minoritari: la sardana de lluïment e la sardana revessa.
È evidente l’origine sarda di questo ballo in circolo, come avviene tutt’oggi in Sardegna.

## Sequenza della sardana moderna
1. introit
2. curts
3. curts
4. llargs
5. llargs
6. curts
7. llargs
8. contrapunt
9. llargs
10.cop final

## Compositori di sardana
- Josep Maria "Pep" Ventura (1819-1875)
- Enric Morera i Viura (1865-1942), compositore della più famosa sardana: La Santa Espina
- Joan Lamote de Grignon i Bocquet (1872-1949)
- Josep Serra i Bonal (1874-1939)
- Juli Garreta i Arboix (1875-1925)
- Vicenç Bou i Geli (1885-1962)
- Eduard Toldrà i Soler (1895-1962)
- Robert Gerhard (1896-1970)
- Ricard Lamote de Grignon i Ribas (1899-1962), figlio di Joan Lamote de Grignon
- Francesc Mas i Ros (1901-1985)
- Joaquim Serra i Corominas (1907-1957), figlio di Josep Serra
- Josep Maria Mestre Miret (1918-2002), vincitore di due premi Sardana
- Joan-Luís Moraleda (1943- )
- Joan Gibert Canyadell (1941- )